# Limburg Shotguns 2020
Questa voce raccoglie le informazioni riguardanti i Limburg Shotguns nelle competizioni ufficiali della stagione 2020.

## BAFL Elite Division 2020

### Stagione regolare
| Beringen 16 febbraio 2020, ore 14:00 2ª giornata | Limburg Shotguns | 46 – 0 | Antwerp Argonauts |  |

| Ostenda 1º marzo 2020, ore 14:00 3ª giornata | Ostend Pirates | - – - () | Limburg Shotguns |  |

| Beringen 15 marzo 2020, ore 14:00 5ª giornata | Limburg Shotguns | - – - | Brussels Tigers |  |

| Beringen 5 aprile 2020, ore 14:00 7ª giornata | Limburg Shotguns | - – - | Charleroi Coal Miners |  |

| Gand 19 aprile 2020, ore 14:00 8ª giornata | Ghent Gators | - – - | Limburg Shotguns |  |

| Beringen 10 maggio 2020, ore 14:00 10ª giornata | Limburg Shotguns | - – - | Liège Monarchs |  |

| Anderlecht 31 maggio 2020, ore 14:00 13ª giornata | Brussels Black Angels | - – - | Limburg Shotguns |  |

## Statistiche di squadra
| Competizione | %Vittorie | In casa | In casa | In casa | In casa | In casa | In casa | In trasferta | In trasferta | In trasferta | In trasferta | In trasferta | In trasferta | Totale | Totale | Totale | Totale | Totale | Totale |
| Competizione | %Vittorie | G       | V       | N       | P       | Pf      | Ps      | G            | V            | N            | P            | Pf           | Ps           | G      | V      | N      | P      | Pf     | Ps     |
| ------------ | --------- | ------- | ------- | ------- | ------- | ------- | ------- | ------------ | ------------ | ------------ | ------------ | ------------ | ------------ | ------ | ------ | ------ | ------ | ------ | ------ |
| Campionato   | 1.000     | 1       | 1       | 0       | 0       | 46      | 0       | 0            | 0            | 0            | 0            | 0            | 0            | 1      | 1      | 0      | 0      | 46     | 0      |
| Totale       | 1.000     | 1       | 1       | 0       | 0       | 46      | 0       | 0            | 0            | 0            | 0            | 0            | 0            | 1      | 1      | 0      | 0      | 46     | 0      |